# Omar Prieto
Omar José Prieto Fernández (Maracaibo, estado Zulia,  25 de mayo de 1969), es un economista, político, deportista, cantante y percusionista venezolano.  fue el gobernador del estado Zulia durante el periodo 2017-2021, y quien fue elegido en las controversiales elecciones municipales de 2017. Prieto se ha visto vinculado por extorción a empresarios de la ciudad por lo que se presume es la mente intelectual detrás de estos sucesos. 
Prieto también fue alcalde del municipio San Francisco de la entidad zuliana, por dos periodos consecutivos.

## Biografía
Omar nació en el barrio de Sierra Maestra cuando partenecía al municipio Maracaibo (ahora municipio San Francisco), hijo de Omar Jesús Prieto y Bárbara Fernández. Fue por varios años deportista de taekwondo, donde destacó en 1986 cuando se convirtió en campeón nacional de dicha disciplina deportiva en la categoría de 90kg, y en 1992 se coronó como campeón universitario. Posteriormente inauguró su propio gimnasio llamado Kin Taé, donde entrenaba con el ahora político Dirwing Arrieta. Más tarde, se gradúa en la Universidad del Zulia (LUZ) con el título de economista.
Prieto, ha sido además cantante y percusionista del género de gaita zuliana. Contrae matrimonio con Jesica Lucena, de la cual tiene dos hijos, Omar Enrique Prieto Lucena y Yaomari Prieto Lucena.
En 2020, debido a la pandemia de enfermedad por coronavirus,  Prieto, confirmó a través de su cuenta en Twitter a principios de julio, que había resultado positivo en la prueba por COVID-19, siendo el primer jefe de entidad federal venezolana en padecer dicho virus.

### Carrera política
En 1998 conformó la Red del Pueblo y desde allí apoyó la candidatura presidencial del fallecido expresidente Hugo Chávez. Luego, en 2004, se lanza como candidato a la alcaldía del municipio San Francisco apoyado por el Partido Comunista de Venezuela, mientras que el MVR apoyó a Rafael Hernández, pero pierde dichos comicios.
En 2008 es electo alcalde del municipio San Francisco del estado Zulia, y reelecto nuevamente en 2013.
En 2015 se postula como candidato a diputado a la Asamblea Nacional donde resulta ganador, posteriormente Prieto renuncia a su curul antes de iniciar el período en el año 2016 para permanecer en su cargo inicial como alcalde de San Francisco.
El 10 de diciembre de 2017, accede al cargo de gobernador del estado Zulia en circunstancias dudosas. El gobernador electo en las elecciones regionales del 15 de octubre de 2017, Juan Pablo Guanipa fue destituido por el Consejo Legislativo del Zulia. Tras la repetición de los comicios Omar Prieto es electo como gobernador por el Partido Socialista Unido de Venezuela (PSUV) con el 57,35 % de los votos, ante el candidato opositor Manuel Rosales.

## Controversias

### Amenazas a opositores
El 11 de febrero de 2019, Prieto en un mitin en el municipio Rosario de Perijá, lanzó una amenaza en contra de los opositores que impulsan el ingreso de la ayuda humanitaria al país, que está liderada por varios países de la región. Prieto afirmó que los opositores al chavismo ya no se llamaban «escuálidos», sino «traidores a la patria», por apoyar, lo que a su juicio, es una intervención militar estadounidense. Sentenció que si «los gringos ponen una bota aquí tenemos que buscar a los traidores», refiriéndose a los opositores de producirse tal intervención armada.

### Ataque a periodistas
Desde que Prieto fue alcalde del Municipio San Francisco, las denuncias de ataques a miembros de la prensa no se han hecho esperar, también hay denuncias que lo vinculan con detenciones a periodistas desde que asumió el cargo de gobernador del Zulia, muchos de sus ataques han sido por las denuncias e investigaciones periodísticas de corrupción. Algunos periodistas atacados por Prieto son:[cita requerida]
- Lenin Danieri
- Érika Gutiérrez
- Edwin Prieto
- Dayana Fernández
- Madelein Palmar
- Karen Aranguibel
- Javier Núñez Leal
- Darwin Chávez
- Yrmana Almarza
- José Figueredo
- Omar Morillo
- Victor Núñez
- Adesey Martínez
- Ever Martínez
- Gerard Torres

## Sanciones y acusaciones de corrupción
El diputado zuliano Lester Toledo denunció en el Consejo Legislativo del Estado Zulia, los actos de corrupción que vinculan a Prieto con el desvío de recursos de obras que nunca terminó y que fueron abandonadas durante su gestión como alcalde de San Francisco. También lo acusó de haber cometido fraude electoral, lo que acarreó con la persecución para el diputado. El periodista de investigación, Javier Núñez Leal, presentó pruebas en programas de televisión en EE. UU., que demuestran la relación de Prieto con carteles de contrabando de combustibles hacía Colombia, así como la guerra entre Prieto contra las hermanas Quintero, Nohelí Pocaterra, Luis Caldera y otros miembros del PSUV, lo que también conllevo a que el periodista recibiera amenazas de muerte.

En febrero de 2021, Omar Prieto, fue sancionado por la Unión Europea, junto con 18 funcionarios responsables de varias instituciones gubernamentales venezolanas. El consejo decidió dichas medidas debido a que las personas sancionadas «han jugado su papel en actos y decisiones que atentan contra la democracia y el estado de derecho en el país, o como consecuencia de graves violaciones de derechos humanos.» Prieto como respuesta mencionó sobre las sanciones lo siguiente: «Es un bochorno que el imperio norteamericano tenga que acudir a sus instituciones para atacar a humildes dirigentes y lideres como nosotros (…) que la potencia global levante la voz para atacar a un humilde trabajador como lo es Omar Prieto, son ridículas esas acciones del imperio norteamericano contra mi persona, el equipo y el pueblo que nos acompaña».

### Ciudad de Progreso Alpha I (Ciuproca)
En 2013, el exalcalde del municipio zuliano de San Francisco, Omar Prieto, en complicidad con el propietario de Avior, Roberto Añez y los banqueros David Brillembourg (BrillaBank) y Juan Ramírez (Nodus Internacional Bank) crearon un fideicomiso en Bancoex, para aprovechar recursos del Fondo Chino destinados a la construcción de una planta incineradora de desechos, por 400 millones de dólares que, al momento de ser liquidados, los dineros fueron desviados a diversas cuentas personales de los involucrados en Venezuela, México, Panamá, Países Bajos, Portugal, Puerto Rico, Corea del Sur, Suiza, España y Aruba, según una demanda presentada de 31 páginas presentada por el agente del IRS, Warren Rogers del Departamento de Estado de los Estados Unidos.
El proyecto, impulsado por Prieto, preveía la construcción de la planta de desechos "Ciudad de Progreso Alpha I" (Ciuproca), que nunca llegó a entregarse, por lo cual están siendo investigados la fiscalía 73 en Venezuela. El financiamiento fue a través de la iniciativa binacional del fondo chino creada por Hugo Chávez que buscaba fomentar obras de infraestructura en el país.